# William Alfred Buckingham

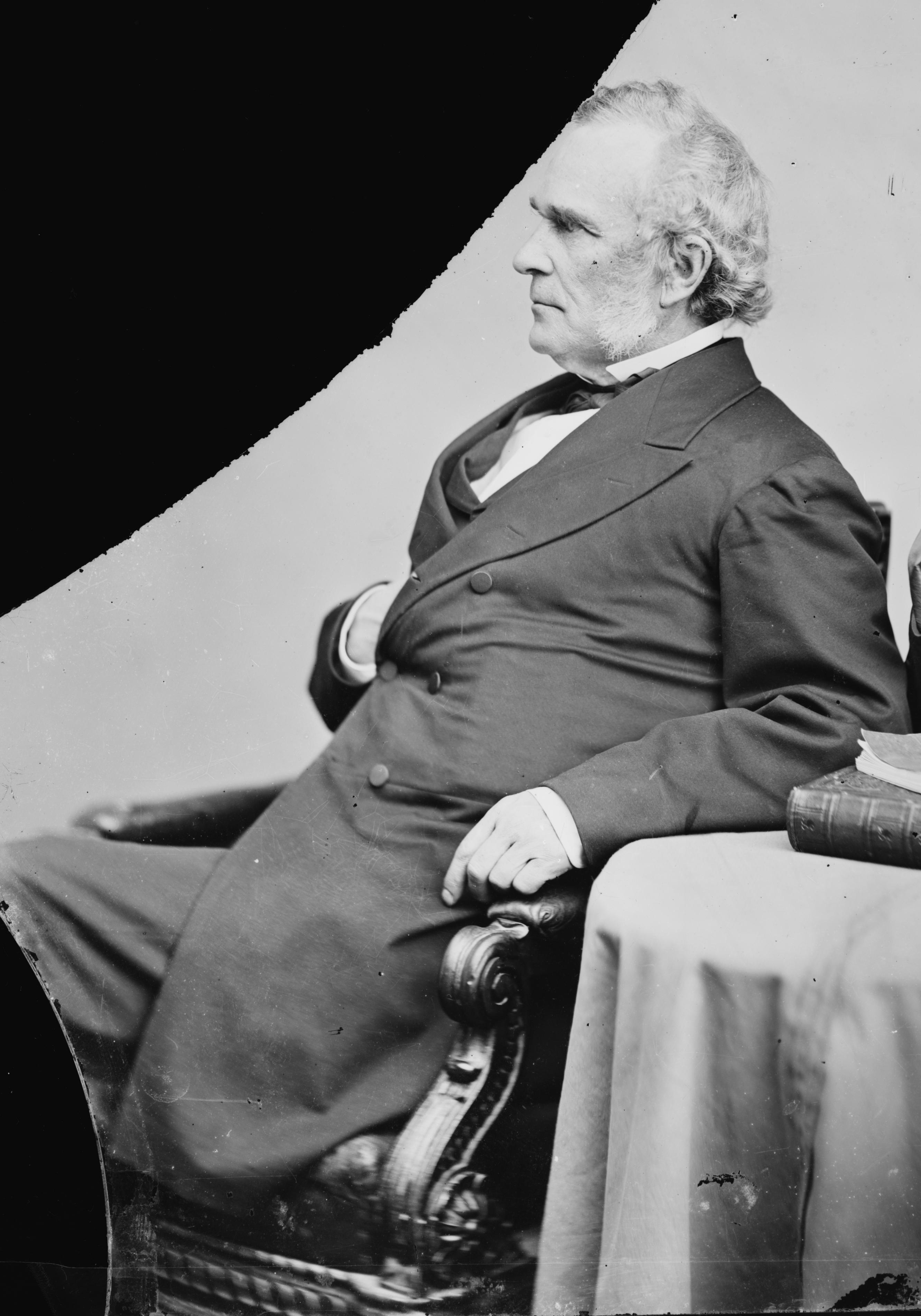

William Alfred Buckingham (ur. 28 maja 1804 w Lebanon w stanie Connecticut, zm. 5 lutego 1875 w Norwich w stanie Connecticut) – amerykański polityk, działacz Partii Republikańskiej.
Zajmował stanowisko burmistrza Norwich (1849–1850, 1856–1857). Od 1858 do 1866 pełnił funkcję gubernatora Connecticut. W latach 1869–1875 był senatorem 1. klasy z Connecticut.
27 września 1830 poślubił Elizę Ripley. Para miała dwoje dzieci. 